# Ecyrus penicillatus
Ecyrus penicillatus là một loài bọ cánh cứng trong họ Cerambycidae.